# Ковальовиці
Ковальовиці (пол. Kowalowice) — село в Польщі, у гміні Намислув Намисловського повіту Опольського воєводства.
Населення — 497 осіб (2011).

## Демографія
Демографічна структура станом на 31 березня 2011 року:
|          | Загалом | Допрацездатний вік | Працездатний вік | Постпрацездатний вік |
| -------- | ------- | ------------------ | ---------------- | -------------------- |
| Чоловіки | 245     | 50                 | 170              | 25                   |
| Жінки    | 252     | 51                 | 145              | 56                   |
| Разом    | 497     | 101                | 315              | 81                   |